# 阿吉拉
阿吉拉（義大利語：Agira）是意大利西西里大区恩纳省的一个镇，面积163.11平方公里，人口8,171人（2004年）。